# Багаутдинов, Рифкат Шайфутдинович
Рифкат Шайфутдинович Багаутдинов — советский и российский художник-монументалист, живописец, мастер книжной иллюстрации.

## Биография

Панно «Революция»

Родился 31 июля 1938 года в Москве в семье рабочего. В годы Великой Отечественной войны семья переехала в город Молотов (ныне город Пермь), куда, в тыл страны, был эвакуирован военный завод, на котором работал отец художника. Здесь Рифкат Багаутдинов в 1946 году поступил в среднюю школу № 73, которую окончил с серебряной медалью в 1956 году.
Ещё будучи школьником Рифкат серьезно увлекся рисованием. В 1955 году во Франции проходила выставка художественного творчества детей Советского Союза, на которой было представлено три акварельных пейзажа юного художника, о чем написала молотовская газета «Звезда» № 39 от 16 февраля 1955 года.
В 1962 году Рифкат Багаутдинов с отличием окончил Ленинградское высшее художественно-промышленное училище им. В. И. Мухиной по специальности «Монументально-декоративная живопись». Его дипломный проект (панно «Революция») был осуществлен в Ленинграде в 1964—1965 году. Проект выполнен цветными цементами, находится на торце здания на площади Стачек.
После окончания ЛВХПУ имени В. И. Мухиной был направлен в город Ульяновск, где в период с 1962 по 1967 работал главным художником города при отделе по делам строительства и архитектуры Ульяновского горисполкома. Художник активно совмещал общественную и творческую работу, участвовал в художественных выставках. В эти годы Рифкат Багаутдинов создал такие произведения, как монументальный триптих «Железная дивизия» (1963—1965), посвященный героям, освободившим Симбирск от белогвардейцев в 1918 году, портрет комдива Г. Д. Гая (1963), живописное полотно «Москва. Сорок первый год» (1965), портрет Николая Островского (1966), картину «Восставшие» (1967), портрет Якова Свердлова (1967—1968). Триптих «Железная дивизия» был рекомендован Союзом художников СССР для показа на международной выставке молодых художников «Биеннале» во Франции, в Париже, где он экспонировался в 1967 году.
В 1970 году Рифкат Багаутдинов стал членом Союза художников СССР. С 1969 года жил и работал в Перми. Художник занимался монументальной росписью и мозаикой, станковой живописью, скульптурой, рельефом, книжной графикой.
Для Пермского книжного издательства Рифкат Багаутдинов оформил более 20 книг. Среди них множество произведений пермских писателей.
Большой популярностью пользовались оформленные им повести Льва Давыдычева:
- «Многотрудная, полная невзгод и опасностей жизнь Ивана Семёнова, второклассника и второгодника» (повесть, 1962, 1973)
- «Лёлишна из третьего подъезда» (повесть, 1969)
- «Руки вверх! или Враг № 1!» (роман, 1970)[2].

За сборник «В. И. Ленин и Пермский край» (1970) на Всесоюзном конкурсе «Искусство книги» художник получил диплом второй степени.
Сборник «Товарищ песня», оформленный и иллюстрированный Рифкатом Багаутдиновым, был удостоен Диплома ЦК ВЛКСМ. На XI Всемирном фестивале молодежи и студентов в Гаване (Куба) эту книгу-сувенир вручали всем участникам фестиваля.
Самой известной монументальной работой Рифката Багаутдинова является оформление центрального фасада Дворца культуры имени Ю. А. Гагарина в городе Перми (1971—1975). Это декоративный горельеф «Космос» и горельеф «Парящий Икар», выполненные из анодированной стали. Эта «космическая» работа художника была номинирована на Государственную премию РСФСР в 1975 году.
Рифкат Багаутдинов принял участие на многих выставках в СССР и за рубежом:
- передвижные Министерства культуры за рубежом — в Польше (1965), ГДР (1966, 1967), Венгрии (1965, 1968), Турции (1967);
- международная произведений молодых художников «Биеннале-67» (Париж, 1967)
- всесоюзные: «На страже мира» (Москва, 1965), «На страже Родины» (Москва, 1968), «50 лет ВЛКСМ» (Москва, 1968), «Урал-Сибирь-Дальний Восток» (Москва, 1971), «Слава труду» (Москва, 1976), дипломных работ (Москва, 1977)
- выставка миниатюрных книг издательств страны, посвященная 60-летию СССР (Пермь, 1982—1983)
- всероссийские выставки: выставка-конкурс «Искусство книги» (Москва, 1970), 1-я Всероссийская выставка детской книги (Москва,1971, Ленинград, 1971)
- республиканские выставки: 1-я Республиканская выставка «Художники-монументалисты России» (Свердловск, Хабаровск, Волгоград, 1974), «Советская Россия» (Москва,1975, 1976), книжной графики (Пермь, 1982)
- зональные: «Большая Волга» (Куйбышев, 1964), «Урал социалистический» (Челябинск, 1970; Уфа, 1974; Тюмень, 1979)
- областные: выставка книги (Пермь, 1960, 1963, 1969), молодых художников (Ульяновск, 1966), выставка, посвященная 250-летию Перми (Пермь, 1972), выставка, посвященная 30-летию Победы (Пермь, 1975), выставка «Архитектура и строительство Пермской области» (Пермь, 1976), выставка, посвященная 60-летию СССР (Пермь, 1982—1983)

## Монументальные работы
- 1962-65 — панно «Революция» (Площадь Стачек, Ленинград)
- 1964 — оформление магазина «Сказка» в г. Ульяновске: росписи «Снегурочка», «Сказка о царе Салтане», «Старик Хоттабыч», «Космос» (техника сграффито)
- 1964 — оформление магазина новобрачных «Весна» в г. Ульяновске
- 1970 — панно «СССР- бастион мира», «Решения ХХУ съезда КПСС — в жизнь», «Пятилетку эффективности и качества — выполним» для праздничного оформления Октябрьской площади г. Перми
- 1971—1975 — горельеф «Космос» и скульптура «Парящий Икар» на центральном фасаде Дворца культуры им. Ю. А. Гагарина (Пермь)[3][4].
- 1974—1975 — рельеф «История СССР» на Дворце культуры Гознака в г. Перми (дюралюминий, аргонная сварка)
- 1982 — геральдическая композиция на фасаде издательства типографии газеты «Звезда» в г. Перми (нержавеющая сталь)
- 1983 — композиция «Наука» на фасаде филиала Пермского политехнического института в г. Кунгуре Пермской области (600 х 1200, техника сграффито)
- 1984 — мозаика «Солнце-Небо-Вода» в плавательном бассейне г. Губаха Пермской области (8 х 18 м, керамическая плитка)
- 1984 — роспись «Спорт-Спорт-Спорт» в спортивном комплексе в г. Губаха Пермской области (8 х 18 м, масло)